# David Collings
Pour les articles homonymes, voir Collings.
David Collings est un acteur britannique né le 4 juin 1940 à Brighton et mort le 23 mars 2020.